# Stein (Gemeinde Bad Traunstein)
Stein ist eine Ortschaft und eine Katastralgemeinde der Gemeinde Bad Traunstein im Bezirk Zwettl in Niederösterreich. Zu ihr zählen auch noch die Rotten Buchegg und Schreinhof sowie die Einzellagen Kronreithmühle und Mühlberg, sie selbst stellt die Siedlungsform Dorf dar.

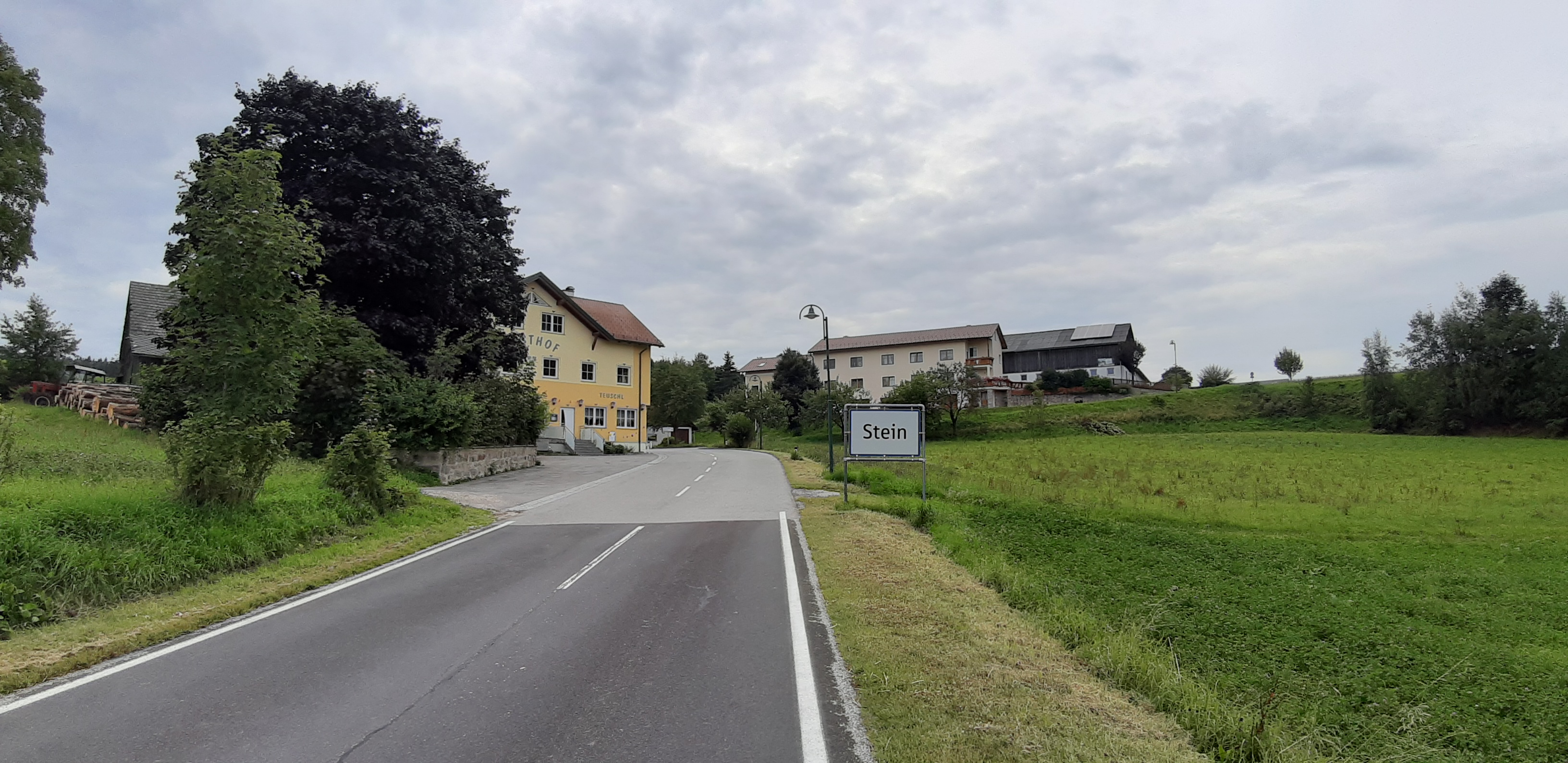
Ortseinfahrt von Stein

## Geschichte
Der Ort wurde 1556 zum ersten Mal schriftlich als Stain erwähnt und war dem Amt Traunstein zugehörig. 1852 wurde die Kapelle im Ort errichtet.
Im Jahr 1822 wurde der Ort als Dorf mit acht Häusern genannt, das nach Traunstein eingepfarrt war, wohin auch die Kinder eingeschult wurden. Die Herrschaft Rappottenstein besaß die Ortsobrigkeit, übte die Landgerichtsbarkeit aus, besorgte die Konskription und hatte die Grundherrschaft inne.
Laut Adressbuch von Österreich waren im Jahr 1938 in Stein ein Gastwirt, zwei Sägewerke und mehrere Landwirte ansässig.
Nach der Gründung von Ortsgemeinden 1849 kam der Ort als Katastralgemeinde zur ehemaligen Ortsgemeinde Moderberg und wurde nach deren Auflösung mit 1. Jänner 1968 ein Teil der Großgemeinde Traunstein.

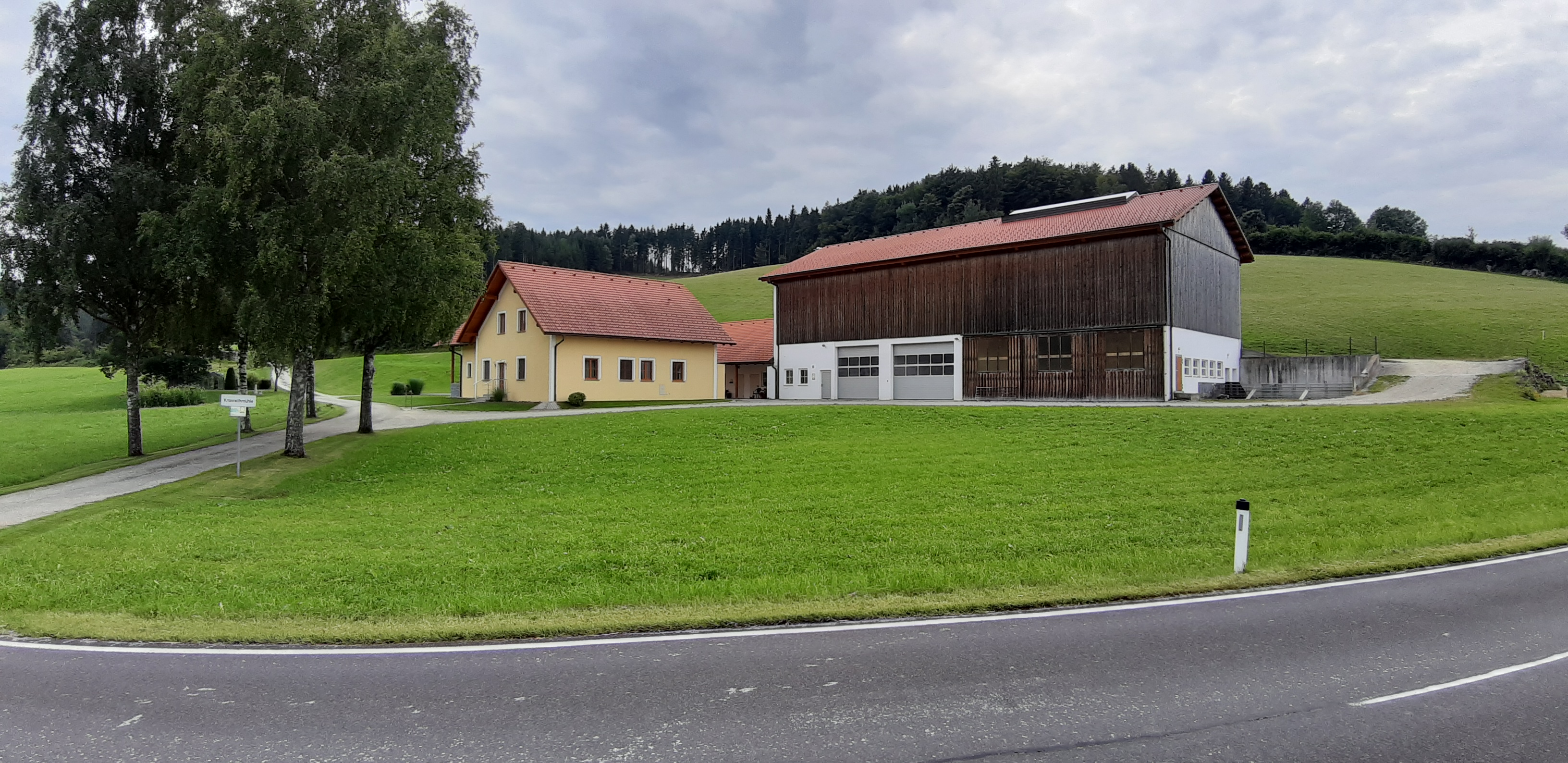
Kronreithmühle bei Stein

## Siedlungsentwicklung

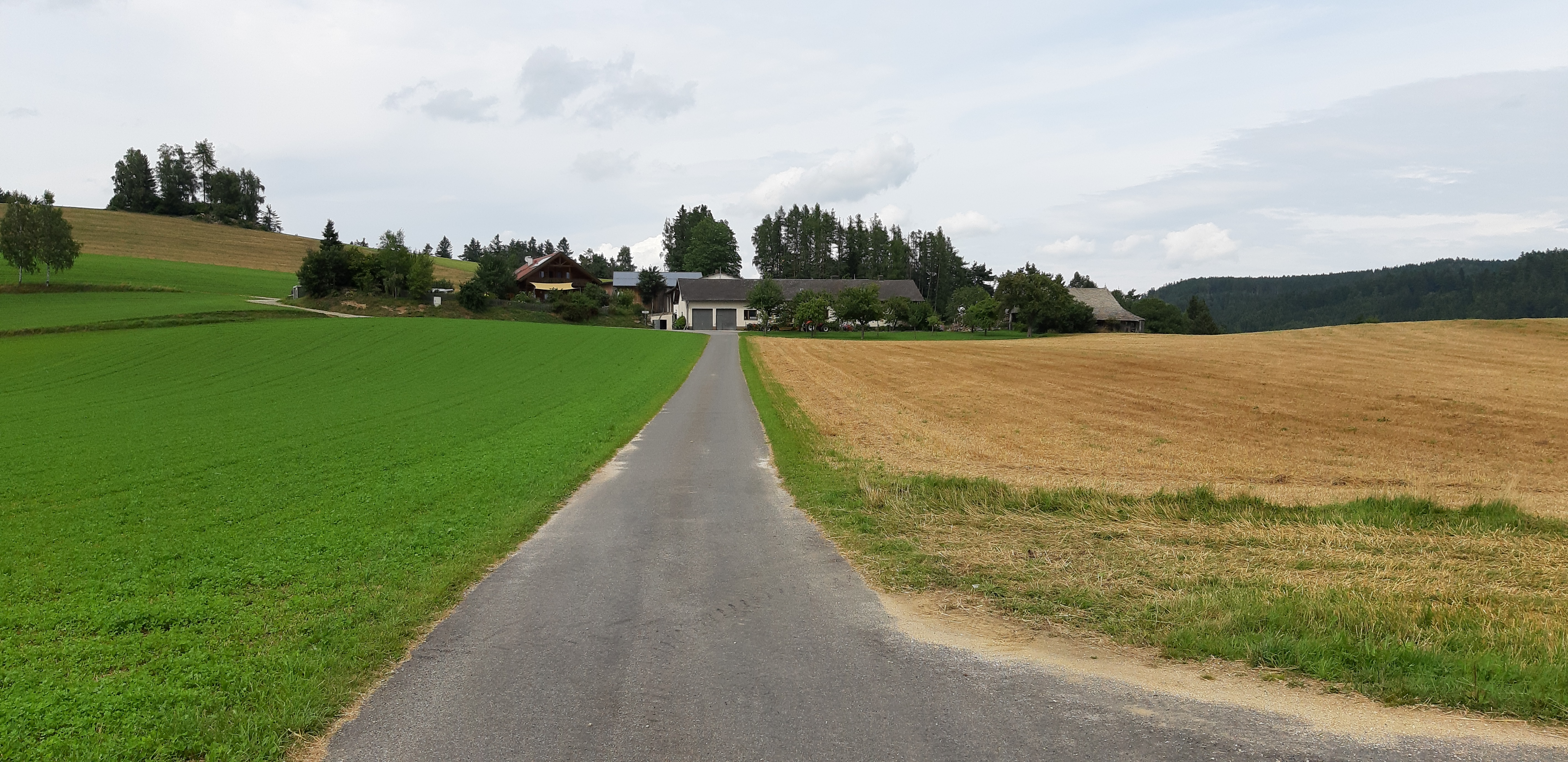
Mühlberg bei Stein

Zum Jahreswechsel 1979/1980 befanden sich in der Katastralgemeinde Stein insgesamt 34 Bauflächen mit 14.200 m² und 10 Gärten auf 3.478 m², 1989/1990 gab es 34 Bauflächen. 1999/2000 war die Zahl der Bauflächen auf 93 angewachsen und 2009/2010 bestanden 59 Gebäude auf 101 Bauflächen.

## Bodennutzung
Die Katastralgemeinde ist landwirtschaftlich geprägt. 193 Hektar wurden zum Jahreswechsel 1979/1980 landwirtschaftlich genutzt und 368 Hektar waren forstwirtschaftlich geführte Waldflächen. 1999/2000 wurde auf 193 Hektar Landwirtschaft betrieben und 397 Hektar waren als forstwirtschaftlich genutzte Flächen ausgewiesen. Ende 2018 waren 175 Hektar als landwirtschaftliche Flächen genutzt und Forstwirtschaft wurde auf 401 Hektar betrieben. Die durchschnittliche Bodenklimazahl von Stein beträgt 18,5 (Stand 2010).